# Josh Blue
Josh Blue (Kameroen, 27 november 1978) is een Amerikaanse stand-upcomedian. Hij brak door bij een groter publiek in augustus 2006 toen hij het vierde seizoen van de op NBC uitgezonden talentenshow Last Comic Standing won. Blue lijdt aan hersenverlamming, wat met name zichtbaar is door een permanent spasme aan zijn rechterarm. Zijn aandoening is de bron voor de meerderheid van zijn grappen. Blue heeft als motto "Ik weet dat mensen staren, dus wil ik ze iets geven om naar te staren." Hij begon als amateur op te treden in zijn studententijd.

## Paralympisch sporter
Blue is behalve komiek ook voetballer. Hij was lid van het Amerikaanse voetbalteam op de Paralympische Spelen van 2004 in Athene.

## Trivia
- In 2004 won hij de Royal Flush Comedy Competition en daarmee US$ 10.000,-.
- In 2006 trad hij op in The Ellen DeGeneres Show.
- Blue verscheen verschillende keren als gastacteur in de komische serie Mind of Mencia van Comedy Central.